# William Fulton (mathématicien)
Pour les articles homonymes, voir William Fulton et Fulton.
William Edgar Fulton (né en 1939) est un mathématicien américain, spécialiste en géométrie algébrique.

## Biographie
Fulton reçoit son B.A. de l'université Brown en 1961 puis, encadré par Gerard Washnitzer et conseillé par John Milnor, John Coleman Moore et Goro Shimura, son Ph.D. à Princeton en 1966. Il travaille à Princeton et à l'université Brandeis de 1965 à 1970, puis commence à enseigner à Brown. En 1987 il a obtenu un poste à l'université de Chicago.  Depuis 1998, il est professeur à l'université du Michigan.
Fulton est célèbre comme auteur ou coauteur de nombreux livres de référence, comme Algebraic Curves et Representation Theory. Dans les années 1970, il travaille avec Robert MacPherson et Paul Baum sur la théorie de l'intersection des variétés algébriques. En 1996, il reçoit le « prix Steele pour la vulgarisation mathématique » pour son livre Intersection Theory. Fulton est Guggenheim Fellow en 1980-81. Il est membre de l'Académie nationale des sciences des États-Unis et de l'Académie américaine des arts et des sciences et est élu membre étranger de l'Académie royale des sciences de Suède en 2000. En 2010, il reçoit le « prix Steele pour l'ensemble d'une carrière ».

## Sélection de publications
- (en) Algebraic Curves : An Introduction to Algebraic Geometry [détail des éditions]
- (en) Intersection theory, Springer, coll. « Ergebnisse (en), 3e série » (no 2), 1998, 470 p. (ISBN 978-3-540-62046-4)
- (en) (avec Joe Harris), Representation Theory : A First Course [détail des éditions]
- (en) Algebraic Topology : A First Course, Springer, coll. « GTM » (no 153), 1995, 430 p. (ISBN 978-0-387-94327-5, lire en ligne)
- (en) Introduction to Toric Varieties, Princeton University Press, 1993
- (en) Young Tableaux – With applications to representation theory and geometry, Cambridge University Press, 1993
- (en) Riemann-Roch Algebra, Springer, 1985
- (en) (avec Piotr Pragacz), Schubert varieties and degeneracy loci, Lecture Notes in Mathematics (École d'été de Thurnau, 1995), Springer, 1998
- (en) « Eigenvalues, invariant factors, highest weights, and Schubert calculus », dans Bull. Amer. Math. Soc., vol. 37, 2000, p. 209-249
- (en) (avec Rahul Pandharipande), « Notes on stable mappings and quantum cohomology », 1997, arXiv:alg-geom/9608011